# Лютеранская церковь (Тула)
Лютеранская кирха — лютеранская церковь в Туле, снесённая в советское время.

## История
Первая лютеранская часовня появилась в Туле в начале 1820-х годов и находилась в большой зале в доме аптекаря Генцеля на Киевской улице. Со временем это помещение не могло вместить всех желающих, и в 1827 году община начала сбор средств на строительство просторной церкви. В 1834 году дом аптекаря Генцеля сгорел, и община осталась совсем без места для собраний. В пожаре также погибли и все церковные принадлежности. Денег на строительство церкви не хватало, и аптекарь Лейкер выделил место в своём доме для совершения богослужений. В 1857 году статский советник Бодиско пожертвовал лютеранской общине два дворовых места по улице Миллионной. Прихожане решили на одном участке построить церковь, а на другом пасторский дом. Вскоре на собранные средства началось строительство, которое также финансировали командир оружейного завода генерал-майор Карл Карлович Стандершельд и полковник В. В. Бракель.
Построенная церковь имела две части: летнюю и зимнюю, а также чёрный и парадный входы. Алтарь был изготовлен из ясеневого дерева с картиной распятия и украшен барельефом. В центре размещалась кафедра с возвышением, с которой пастор произносил проповеди. В зале также стоял орган, скамьи для прихожан, а на стене висели часы с боем и религиозные картины. Церковь освещалась с помощью трёх бронзовых люстр и канделябров, висевших на стенах. В 1913 была открыта приходская библиотека.
В 1859 году лютеранская община добилась разрешения на получение участка на Всехсвятском кладбище, для захоронения прихожан. В 1900—1904 годах на средства общины там были построены ворота в готическом стиле и сооружена каменная ограда.
В связи с выходом декрета об отделении церкви от государства в 1918 году, а позднее о передаче церковного имущества государству, в 1921 году лютеранская община заключила договоры с Тулгубисполкомом об аренде лютеранского кладбища. В связи с этим община брала на себя все обязательства по его благоустройству. В 1922 году была произведена опись всего имущества лютеранской общины, которое стало государственным. В 1924 году приход заключил договор с Советом народных депутатов о передаче в бессрочное и бесплатное пользование церковного здания и всех церковных принадлежностей. Однако в 1931 году здание церкви было конфисковано. К этому времени община стала очень маленькой и оставшиеся прихожане ездили в другие города, где ещё сохранялись действующие церкви. Здание же тульского лютеранской церкви впоследствии было снесено.

## Источник
- Немцы Тульского края. Тула: Левша, 2007.
- Е. Е. Князева, Г. Ф. Соколова «Лютеранские церкви и приходы России XVIII—XX вв.», СПб, «Литера», 2001